# All the News That's Fit to Sing
| Recensione                        | Giudizio        |
| --------------------------------- | --------------- |
| AllMusic                          | [ 2 ]           |
| The New Rolling Stone Album Guide | [ 3 ]           |
| Sputnikmusic                      | 4.1 (Excellent) |
| Piero Scaruffi                    | [ 5 ]           |
| Dizionario del Pop-Rock           | [ 6 ]           |
| 24.000 dischi                     | [ 7 ]           |

All the News That's Fit to Sing è il primo album di Phil Ochs, folksinger degli anni sessanta, pubblicato dall'Elektra Records nell'aprile del 1964.
Il titolo dell'album richiama il motto del New York Times, "All the news that's fit to print", e visto che il giornale fu fondato da Aldoph Ochs (non imparentato con Phil Ochs) vien creata una piacevole allusione.
La copertina dell'album ritrae il folksinger mentre legge un giornale seduto sulla custodia di una chitarra.
Le tracce più famose sono certamente: Power and the Glory, un inno patriottico, The Bells, poesia di Edgar Allan Poe, Bound for Glory, tributo a Woody Guthrie, e Too Many Martyrs dedicata a Medgar Evers.

## Tracce

### LP
Lato A
Testi e musiche di Phil Ochs, eccetto dove indicato.
1. One More Parade – 3:00 (Phil Ochs, Bob Gibson)
2. The Thresher – 2:50
3. Talking Vietnam – 3:38
4. Lou Marsh – 4:04
5. Power and the Glory – 2:15
6. Celia – 3:08
7. The Bells – 3:00 (Trasposizione musicale di Phil Ochs da un testo di Edgar Allan Poe)

Lato B
Testi e musiche di Phil Ochs, eccetto dove indicato.
1. Automation Song – 2:08
2. Ballad of William Worthy – 2:15
3. Knock on the Door – 2:47
4. Talking Cuban Crisis – 2:40
5. Bound for Glory – 3:15
6. Too Many Martyrs – 2:46 (Phil Ochs, Bob Gibson)
7. What's That I Hear – 2:00

### CD
Edizione CD del 1987, pubblicato dalla Hannibal Records (HNCD 4427)
Testi e musiche di Phil Ochs, eccetto dove indicato.
1. One More Parade – 3:17 (Phil Ochs, Bob Gibson)
2. The Thresher – 2:51
3. Talking Vietnam – 3:33
4. Lou Marsh – 4:05
5. Power and the Glory – 2:16
6. Celia – 3:11
7. The Bells – 3:06 (Phil Ochs, Edgar Allan Poe)
8. Automation Song – 2:10
9. Ballad of William Worthy – 2:10
10. Knock on the Door – 2:46
11. Talking Cuban Crisis – 2:43
12. Bound for Glory – 3:17
13. Too Many Martyrs – 2:47 (Phil Ochs, Bob Gibson)
14. What's That I Hear – 2:00
15. Bullets of Mexico – 2:34 – Traccia bonus

## Musicisti
- Phil Ochs - voce, chitarra
- Danny Kalb - seconda chitarra
- John Sebastian - armonica (non accreditato, nel brano: Bound for Glory)[11]

Note aggiuntive
- Jac Holzman - produttore, supervisore
- Registrazioni effettuate al Mastertone Recording Studios Inc. di New York City, New York (Stati Uniti)
- Paul A. Rothchild - direttore delle registrazioni
- William S. Harvey - design copertina album originale
- Jim Frawley - foto copertina album originale
- Agnes (sis) Cunningham e Gordon Friesen - note retrocopertina album originale[12]